# Арнаутова Ганна Олександрівна
Анна Олекса́ндрівна Арнау́това (* 2004) — українська стрибунка у воду. Майстер спорту міжнародного класу, багаторазова призерка чемпіонатів України, срібна призерка чемпіонату Європи серед юніорів-2018.

## З життєпису
Народилася 2004 року. Вихованка ДЮСШ № 4 Подільського району. 2015-го завоювала на Чемпіонаті України зі стрибків у воду з трампліна дві золоті медалі у стрибках з метрового та триметрового трампліну. 2016 року завоювала золоту медаль Чемпіонату України зі стрибків у воду з трампліна 3 метри у Львові.
2019 року брала участь у змаганнях з трампліна 1 метр серед жінок на Чемпіонаті Європи зі стрибків у воду, який проходив у Києві. У 2021 році брала участь у Чемпіонаті Європи з водних видів спорту 2020, який проходив у Будапешті. Виступала на Чемпіонаті світу з водних видів спорту-2019. У лютому 2021 здобула третю перемогу на відкритому Кубку України зі стрибків у воду.